# Lijst van plaatsen in het graafschap Derbyshire
Dit is een lijst van plaatsen in het graafschap Derbyshire.
- Abney
- Acresford
- Aldercar
- Alderwasley
- Aldwark
- Alfreton
- Alicehead
- Alkmonton
- Allestree
- Alport Hill
- Alport
- Alsop en le Dale
- Alton
- Ambaston
- Amber Row
- Ambergate
- Anacrehill
- Ankerbold
- Ann Croft
- Ann Well Place
- Apperknowle
- Arkwright Town
- Arleston
- Arnfield
- Ashbourne Green
- Ashbourne
- Ashford-in-the-Water
- Ashgate
- Ashleyhay
- Ashopton
- Ashover Hay
- Ashover
- Aston Heath
- Aston Moor
- Aston upon Trent
- Aston
- Aston-on-Trent
- Astwith
- Atlow
- Ault Hucknall
- Badway Green
- Bagshaw
- Bailey Grove
- Bakershillock
- Bakestone Moor
- Bakewell
- Ballidon
- Bamford
- Barber Booth
- Bargate
- Barlborough Common
- Barlborough
- Barlow Common
- Barlow Lees
- Barlow
- Barrow Hill
- Barrow upon Trent
- Barton Blount
- Baslow
- Batham Gate
- Bearwardcote
- Beeley
- Beighton Fields
- Beighton Hill
- Belper Lane End
- Belper
- Belph
- Berristow Lane
- Berristow Place
- Biggin
- Birch Vale
- Birchover
- Birdholme
- Birley
- Birleyhay
- Blackbrook
- Blackwall
- Blackwell in the Peak
- Blackwell (near Alfreton)
- Blackwell (near Buxton)
- Bladon Hill
- Blindlow Hollow
- Bole Hill
- Bolehill
- Bolsover
- Bondhay Common
- Bonds Main
- Bonsall
- Boothgate
- Borrowash
- Bowbridge
- Bowden Head
- Bowshaw
- Boylestone
- Boylestonfield
- Boythorpe
- Brackenfield
- Bradbourne
- Bradford
- Bradley Nook
- Bradley
- Bradwell Hills
- Bradwell
- Brailsford Green
- Brailsford
- Bramley Moor
- Bramley Vale
- Bramley
- Brampton
- Brand End
- Brand Side
- Brand Top
- Brassington
- Breadsall Hilltop
- Breadsall
- Breamfield
- Breaston
- Breck End
- Breckhead
- Bretby
- Bretton
- Bridge Hill
- Bridgemont
- Brierley Green
- Brierlow Bar
- Brightgate
- Brimington Common
- Brimington
- Broadgates
- Broadholme
- Broadmeadows
- Brockhurst
- Brockwell Hill
- Brockwell
- Brook Bottom
- Brookfield
- Brookhill
- Brookside
- Broomhill Park
- Bross Croft
- Brosterfield
- Brough
- Brushfield
- Bubnell
- Buckland Hollow
- Bullbridge
- Bullsmoor
- Burbage
- Burley Hill
- Burnaston
- Burntheath
- Burrfields
- Butterley Park
- Butterley
- Butts
- Buxton
- Buxworth
- Cackleton Green
- Caldwell
- Calke
- Calling Low
- Callow
- Calow Green
- Calow
- Calton Lees
- Calver Sough
- Calver
- Canholes
- Carr Hill
- Carr Vale
- Carsington
- Cartledge
- Castle Gresley
- Castleton
- Catton Hall
- Cauldwell
- Chandler Hill
- Chapel Milton
- Chapel-en-le-Frith
- Charlestown
- Charlesworth
- Chatsworth Park
- Chelmorton
- Chesterfield
- Chevinside
- Chisworth
- Chunal
- Church Broughton
- Church Gresley
- Church Town
- Churchbalk
- Churchtown
- Cinderhill
- Clay Cross
- Clay Lane
- Clay Mills
- Cliff Hill
- Clifton and Compton
- Cloves Hill
- Clowne
- Coal Aston
- Cock Alley
- Cockerhill
- Coddington
- Codnor Gate
- Codnor Park
- Codnor
- Cokhay Green
- Coldeaton
- Coldwell End
- Combs
- Common End
- Common Side
- Commonside
- Compton
- Conksbury
- Coplow Dale
- Corbriggs
- Cordwell
- Coronation Road
- Cotes Park
- Cotmanhay
- Coton in the Elms
- Coton Park
- Court Heath
- Cowdale
- Cowerslane
- Cowhill
- Cowley Bar
- Cowley
- Cowlow
- Coxbench
- Cressbrook
- Creswell
- Crich Carr
- Crich
- Cromford
- Cromfordhill
- Cropper
- Cross Hill
- Cross o' th' Hands
- Crowden
- Crowdicote
- Crowhole
- Cubley Common
- Cumberhill
- Curbar
- Cutthorpe
- Cuttle Bridge
- Daisy Bank
- Dalbury Lees
- Dalbury
- Dale Abbey
- Dale End
- Dale Moor
- Dalebank
- Dalebrook
- Danesmoor
- Darley Bridge
- Darley Dale
- Darley Hillside
- Denby Bottles
- Denby Common
- Denby
- Derby
- Derwent, Derbyshire
- Derwentmouth
- Lea
- Dethick
- Dimple
- Dinting Vale
- Dobholes
- Doe Lea
- Doehill
- Doehole
- Dove Head
- Dove Holes
- Doveridge
- Dowlow
- Drakelow
- Draycott
- Dronfield Woodhouse
- Dronfield
- Duckmanton
- Duffield
- Duffieldbank
- Dunsa
- Dunston
- Eagle Tor
- Earl Sterndale
- Eastmoor
- Eaves Knoll
- Eckington
- Edale End
- Edale
- Eddlestow
- Edensor
- Edgemoor
- Edlaston
- Ednaston
- Egginton
- Egstow
- Elmton Common
- Elmton
- Elton
- Elvaston
- Emmett Carr
- Etwall Common
- Etwall
- Eyam View
- Eyam
- Fairfield
- Fallgate
- Far Duckmanton
- Far Laund
- Farhill
- Farlands
- Farley
- Farnah Green
- Fenny Bentley
- Fernilee
- Findern
- Flagg
- Flaxholme
- Fletcher Hill
- Folds
- Foolow
- Foremark
- Foston
- Foxley Oaks
- Freebirch
- Friden
- Fritchley
- Froggatt Edge
- Furnacehill
- Furness Vale
- Gallows Inn
- Gamesley
- Gannow Hill
- Gladwins Mark
- Glapwell
- Gleadless Townend
- Glossop
- Glutton Bridge
- Godfreyhole
- Golden Valley
- Goodwins Lumbs
- Goosegreen
- Goosehill
- Gorsey Leys
- Gorseybank
- Goseley Dale
- Gowhole

- Grangemill
- Grangewood
- Grasshill
- Grassmoor
- Gratton
- Great Cubley
- Great Hucklow
- Great Longstone
- Great Rocks Lees
- Green Fairfield
- Greenhill Lane
- Greenhillocks
- Greenside
- Griffe Grange
- Grindleford Bridge
- Grindleford
- Grindlow
- Grindsbrook Booth
- Hackney Lane
- Haddon Grove
- Hadfield
- Hady
- Hadyhill
- Hague Bar
- Hales Green
- Hallam Fields
- Hallfield Gate
- Hallowes
- Hammersmith
- Handley
- Hardstoft
- Hardwick
- Harehill
- Hargate Manor
- Hargate Wall
- Harlesthorpe
- Harper Hill
- Harpurhill
- Hartington Middle Quarter
- Hartington Nether Quarter
- Hartington Town Quarter
- Hartington Upper Quarter
- Hartington
- Hartshay
- Hartshorne
- Hasland
- Hassop
- Hathersage
- Hatton
- Hayfield
- Hazelford
- Hazelwood
- Hazlebadge
- Heage Firs
- Heage
- Heanor Gate
- Heanor
- Hearthstone
- Heath End
- Heath
- Heathcote
- Heathtop
- Heathy Lea
- Henmoor
- Hepthorne Lane
- Heyden
- Hidebank
- Higginholes
- High Cross Bank
- High Lee
- High Needham
- Higham
- Higher Bibbington
- Higher Dinting
- Highfield
- Highfields
- Highlane
- Highlow
- Highoredish
- Hilcote
- Hill Houses
- Hill Somersal
- Hillclifflane
- Hills Town
- Hilltop
- Hillyfields
- Hilton
- Hindlow
- Hockerley
- Hodthorpe
- Hognaston
- Hogshawe
- Holbrook Moor
- Holbrook
- Hole in the Wall
- Holehouse
- Holestone
- Hollington
- Hollingwood
- Hollins
- Hollinsmoor
- Holloway
- Holmesdale
- Holmesfield
- Holmewood Heath
- Holmgate
- Holmley Common
- Holymoorside
- Hoon Hay
- Hoon Ridge
- Hope Woodlands
- Hope
- Hopping Hill
- Hopton
- Hopwell
- Hordens Park
- Horeston Place
- Horse Dale
- Horsley Woodhouse
- Horsley
- Horsleygate
- Horwich End
- Houghton Bassett
- Howe Green
- Hulland Moss
- Hulland Ward
- Hulland
- Hundall
- Hungry Bentley
- Hurdlow Town
- Ible
- Idridgehay Green
- Idridgehay
- Idrigehay
- Ilkeston
- Ingleby
- Ingmanthorpe
- Inkersall
- Ireton Wood
- Ironville
- Ivonbrook Grange
- Kedleston
- Kelstedge
- Kilburn
- Killamarsh
- Kinder
- King Sterndale
- Kings Newton
- Kirk Hallam
- Kirk Ireton
- Kirk Langley
- Kirkstead
- Knathole
- Kniveton
- Ladmanlow
- Ladygrove
- Lane End
- Lane Ends
- Langley Common
- Langley Green
- Langley Mill
- Langwith Bassett
- Langwith Colliery
- Langwith Junction
- Langwith
- Larklands
- Laund Hill
- Lea Bridge
- Leabrooks
- Leaden Knowl
- Leadmill
- Leam
- Lee Head
- Lees Green
- Lees
- Leisure House
- Lidgate
- Lightwood
- Lilypool
- Limekiln Field
- Linacre
- Linton Heath
- Linton
- Little Common
- Little Cubley
- Little Derby
- Little Eaton
- Little Hallam
- Little Hayfield
- Little Hucklow
- Little Liverpool
- Little Longstone
- Little Moor
- Littlemoor
- Litton Dale
- Litton
- Littonslack
- Long Duckmanton
- Long Eaton
- Longcliffe
- Longford
- Longfordlane
- Longlands
- Longlane
- Longwaybank
- Loscoe Grange
- Loscoe
- Loundsley Green
- Low Leighton
- Lower Birchwood
- Lower Crossings
- Lower Hartshay
- Lower Kilburn
- Lower Midway
- Lower Pilsley
- Lower Somercotes
- Lower Thurvaston
- Lowgates
- Lullington
- Mackworth Estate
- Mackworth
- Makeney
- Malcoff
- Mammerton
- Mapleton
- Mapperley
- Marehay
- Markeaton
- Marlpool
- Marshgreen
- Marshlane
- Marston Montgomery
- Marston on Dove
- Martinside
- Mastin Moor
- Mathersgrave
- Matlock Bank
- Matlock Bath
- Matlock Bridge
- Matlock Green
- Matlock Moor
- Matlock
- Mawstone Lane
- Melbourne Common
- Melbourne
- Mercaston
- Meynell Langley
- Mickley
- Middle Duckmanton
- Middle Handley
- Middlecroft
- Middleton
- Milford
- Mill Green
- Millers Dale
- Millers Green
- Millington Green
- Millthorpe
- Milltown
- Milnhay
- Milton
- Model Village
- Monsal Dale
- Monyash
- Moorend
- Moorfield
- MoorhallMoorwood
- Moorwood Moor
- Moravian Settlement
- Morley Park
- Morley Smithy
- Morley
- Morleymoor
- Mornington Rise
- Morton
- Muggington Lane End
- Muggington
- Mytham Bridge
- Nether Biggin
- Nether Booth
- Nether Burrows
- Nether End
- Nether Green
- Nether Haddon
- Nether Handley
- Nether Heage
- Nether Holloway
- Nether Langwith
- Nether Loads
- Nether Moor
- Nether Padley
- Nether Pilsley
- Nether Sturston
- Nether Wheal
- Netherlea
- Netherseal
- Netherthorpe
- New Barlborough
- New Bolsover
- New Brampton
- New Brimington
- New Higham
- New Horwich
- New Houghton
- New Mills
- New Sawley
- New Smithy
- New Stanton
- New Tupton
- New Wessington
- New Whittington
- Newbold Moor
- Newbold Village
- Newbold
- Newhall
- Newhaven
- Newton Grange
- Newton Green
- Newton Solney
- Nithen End
- No Man's Heath
- Norbriggs
- Norbury
- Normanton Common
- North Wingfield
- Northedge
- Norwood
- Nuttals Park
- Oak Flat
- Oakerthorpe
- Oaks Green
- Ockbrook
- Oddo
- Offcote
- Oker
- Old Blackwell
- Old Bolsover
- Old Brampton
- Old Dam
- Old Glossop
- Old Higham
- Old Matlock
- Old Sawley
- Old Tupton
- Old Whittington
- Ollerbrook Booth
- Ollersett
- Openwoodgate
- Osleston
- Osleton
- Osmaston
- Outseats

- Over Burrows
- Over End
- Over Haddon
- Over Newbold
- Over Woodhouse
- Overend
- Overgreen
- Overseal
- Oversetts
- Owlcotes
- Owler Bar
- Oxcroft
- Oxton Rakes
- Padfield
- Palmer Moor
- Palterton
- Park Edge
- Park Hall
- Park Head
- Parkhouse Green
- Parsley Hay
- Parwich
- Peak Dale
- Peak Forest
- Peakley Hill
- Peasehill
- Pebley
- Pentrich Lane End
- Pentrich
- Perryfoot
- Phoside
- Pikehall
- Pilhough
- Pilsbury
- Pilsley Green
- Pilsley
- Pinchoms Hill
- Pinxton
- Plaistow
- Pleasley Vale
- Pleasley
- Pomeroy
- Poolsbrook
- Pratthall
- Press
- Priestcliffe Ditch
- Priestcliffe
- Puddle Hill
- Pye Bridge
- Quarndon Common
- Quarndon
- Quoit Green
- Radbourne
- Ramcroft
- Rattle
- Ravensdale Park
- Renishaw
- Repton
- Rhodeswood
- Riber Castle
- Riber
- Riddings
- Ridgeway Moor
- Ridgeway
- Ripley East
- Ripley
- Rise End
- Risley Park
- Risley
- Rivers Vale
- Robin Hood
- Rodsley
- Rosliston
- Roston Common
- Roston
- Rowarth
- Rowland
- Rowsley
- Rowson Green
- Rowthorn
- Rushup
- Rylah
- Saltergate
- Sandiacre
- Sandylane
- Sapperton
- Sawley
- Scarcliffe
- Scarthin Nick
- School House Hill
- Scotches
- Scropton
- Seymour Cottages
- Shacklecross
- Shardlow and Great Wilne
- Shardlow Moor
- Sharplow
- Sheep Hills
- Sheepbridge
- Sheepcote Hill
- Sheldon
- Shipley Common
- Shipley
- Shirebrook
- Shireoaks
- Shirland and Higham
- Shirland Park
- Shirland
- Shirley Common
- Shirley
- Short Heath
- Shottle and Postern
- Shottle
- Shottlegate
- Shuttlewood
- Simmondley
- Slack
- Slackhall
- Slaley
- Sleetmoor
- Sloadlane
- Smalldale
- Smalley Common
- Smalley Green
- Smalley
- Smisby
- Smithy Houses
- Smithy Moor
- Smithyhill
- Snape Hill
- Snelston
- Snitterton
- Somercotes
- Somersal Herbert
- South Darley
- South Normanton
- South Wingfield
- Southwood
- Spancarr
- Sparklow
- Sparrowpit
- Speedwell Cavern
- Spinkhill
- Spital
- Spitalhill
- Spitewinter
- Spondon
- Spout
- Springfield Park
- St Augustines
- Staden
- Stainsby
- Stanfree
- Stanhope Bretby
- Stanley Common
- Stanley Moor
- Stanley
- Stanton by Bridge
- Stanton by Dale
- Stanton in Peak
- Stanton Lees
- Stanton Moor
- Stanton
- Starkholmes
- Statepit Dale
- Staveley
- Steeple Grange
- Steetley
- Stenson Fields
- Sterndale Moor
- Stone Edge
- Stonebroom
- Stonegravels
- Stoneheads
- Stoney Middleton
- Stoneyford
- Stony Houghton
- Stonyford
- Street Lane
- Stretton
- Stubley
- Sturston
- Stydd
- Sudbury
- Summerly
- Sunnyside
- Sutton Cum Duckmanton
- Sutton on the Hill
- Sutton Rock
- Sutton Scarsdale
- Sutton Spring Wood
- Swaddale
- Swadlincote
- Swanwick
- Swarkestone
- Swathwick
- Taddington
- Tansley
- Tapton Grove
- Tapton
- Taxal
- Temple Normanton
- The Bank
- The Bent
- The Brook
- The Brushes
- The Common
- The Crescent
- The Cutter
- The Dale
- The Dalley
- The Flourish
- The Forties
- The Green
- The Hill
- The Leys
- The Lowes
- The Mires
- The Pastures
- The Walls
- Thornbridge
- Thornhill
- Thornsett
- Thorpe
- Thulston
- Thurvaston
- Tibshelf
- Ticknall Hill
- Ticknall
- Tideswell
- Tinkersick
- Tinkersley
- Tintwistle
- Tissington
- Toadhole Furnace
- Toadmoor
- Torr Top
- Torside
- Town End
- Town Head
- Townend
- Townhead
- Trentlock
- Troway
- Trusley
- Tunstead Milton
- Tunstead
- Tupton
- Turnditch
- Two Dales
- Twyford
- Uftonfields
- Unstone Green
- Unstone
- Unthank
- Upper Biggin
- Upper Birchwood
- Upper Booth
- Upper End
- Upper Fold
- Upper Hackney
- Upper Hartshay
- Upper Langwith
- Upper Loads
- Upper Marehay
- Upper Midway
- Upper Moor
- Upper Newbold
- Upper Padley
- Upper Pilsley
- Upper Pleasley
- Upper Town
- Upperdale
- Upperthorpe
- Uppertown
- Upperwood
- Valehouse Reservoir
- Via Gellia
- Wadshelf
- Waingroves
- Wakebridge
- Waldley
- Walton-Upon-Trent
- Wardlow Mires
- Wardlow
- Warmbrook
- Wash Green
- Wash
- Water Swallows
- Waterloo
- Watford
- Wensley
- Wessington
- West Broughton
- West End
- West Hallam Common
- West Hallam
- West Handley
- Westhorpe
- Westhouses
- Weston Underwood
- Weston upon Trent
- Weston-on-Trent
- Westthorpe
- Whaley Bridge
- Whaley
- Whatstandwell
- Wheatcroft
- Wheston
- White Hollows
- White Moor
- Whitehough
- Whitehouses
- Whitelane End
- Whitle
- Whittington Moor
- Whitwell Common
- Whitwell
- Wigley
- Wilday Green
- Wildpark
- Willersley
- Williamthorpe
- Willington
- Wilsthorpe
- Windley
- Wingerworth
- Wingfield Park
- Winsick
- Winster
- Wirksworth
- Womble Hill
- Wood Side
- Woodeaves
- Woodhead
- Woodhouses
- Woodlinkin
- Woodside
- Woodthorpe
- Woodville
- Woolley Bridge
- Woolley Moor
- Woolley
- Woolow
- Wormhill
- Wyaston
- Wye Head
- Wyver
- Yeaveley
- Yeldersley
- Yorkshire Bridge
- Youlgreave